# TMK 101
ТМК 101 је ознака типа трамваја којега је развио и првобитно производио ЗЕТ Загреб, а касније производњу преузела фабрика Ђуро Ђаковић. Возила су била у употреби у Загребу, Осијеку и Београду, а позната су била и под надимком Стојадин.

## Историја
Први прототип овог трамваја је произведен 1951. у ЗЕТ-овим радионицама, као и још два прототипа у следећих неколико година. Серијска производња је предана фабрици Ђуро Ђаковић и започела 1957. године, а трајала је до 1965.

### Загреб
У Загребу је коришћен укупно 71 примерак, од тога 3 прототипа која је ЗЕТ произвео (први и други су још увек у употреби), 60 возила која је произвео ЂЂ, и 8 возила произведених у ЂЂ-у која су накнадно набављена из Осијека. Први већи расход догодио се средином 90-их година када су набављани половни трамваји типа GТ6 (као привремено решење), а од 2005, доласком новог типа ТМК 2200 модел се повлачи из употребе, и већина возила је расходована до 2007. Од лета 2007. трамваји типа 101 нису у редовном распореду и употребљавају само повремено. Иако је неколико возила још у возном стању и спремно за коришћење, од децембра 2008. потпуно избачени из промета. Поједини примерци би могли бити сачувани као музејски.
ЗЕТ је набавио и 110 припадајућих приколица (до средине 90-их година део их је возио и са две приколице), уз то да је касније дошло још неколико половних приколица из Београда.

### Осијек
Типизацијом ГПП-овог трамвајског возног парка возилима ЧКД-Татра Т3, трамваји типа 101 су постали непотребни, и тамошњих 8 примјерака је 1972. продано ЗЕТ-у.

## Mогућа будућност
„Загребачки Технички музеј“ и ЗЕТ, према неким информацијама, планирају сачувати примерке овог типа у музејске и туристичке сврхе, као што већ постоје сачувани примерци типа М-24.
Постоји инцијатива да се примерак (или више примерака) преосталих осјечких ТМК 101 пребаци назад у Осијек, где би био коришћен као туристички историјски трамвај.

## TMK 100
ТМК 100 је трамвај М-24 с каросеријом сличном каснијем модернијем типу ТМК 101.